# Earlestown
Earlestown è una cittadina di 10 274 abitanti, parte del Metropolitan Borough of St Helens nella contea del Merseyside, in Inghilterra.